# بيتر ويلزي
بيتر ويلزي (بالإنجليزية: Peter Welsh)‏ (19 يوليو 1959 في المملكة المتحدة - ) هو لاعب كرة قدم بريطاني في مركز الدفاع. لعب مع ليستر سيتي ونادي فالكيرك ونادي هيبرنيان ونادي ألوا أثليتيك ونونيتون بورو ‏.

## وصلات خارجية
- بيتر ويلزي على موقع قاعدة بيانات كرة القدم.إي يو (الإنجليزية)